# Santa María Mixtequilla
Santa María Mixtequilla là một đô thị thuộc bang Oaxaca, México. Năm 2005, dân số của đô thị này là 4239 người.